# Gordon Wallace (calciatore 1955)
Gordon Wallace (Glasgow, 6 gennaio 1955) è un ex calciatore scozzese naturalizzato canadese, di ruolo  attaccante e centrocampista.

## Biografia
Nato in Scozia, si trasferì in Canada, ottenendone anche la nazionalità.

## Carriera

### Club
Nella stagione 1973 è ingaggiato dal Montréal Olympique, franchigia della North American Soccer League, con cui ottiene il secondo posto della Northern Division, non accedendo alla fase finale del torneo.
Nel campionato seguente passa ai Toronto Metros, con cui ottiene il secondo posto nella Northern Division, non accedendo alla fase finale del torneo. Nell'agosto 1974 passa ai Québec Selects, squadra della Canadian National Soccer League.
Dal 1976 al 1978 è in forza ai Montréal Castors, club della NSL, con cui vince due campionati.
Nella stagione 1980 torna a Toronto, con cui milita sino all'anno seguente, senza però mai riuscire a accedere alla fase finale del torneo nordamericano.
Nel 1982 passa agli Hamilton Steelers, con cui vince la National Soccer League 1982.

### Nazionale
Naturalizzato canadese, giocò un incontro con la nazionale olimpica canadese e otto con la nazionale maggiore.

## Statistiche

### Cronologia presenze e reti in Nazionale
| Cronologia completa delle presenze e delle reti in nazionale ― Canada | Cronologia completa delle presenze e delle reti in nazionale ― Canada | Cronologia completa delle presenze e delle reti in nazionale ― Canada | Cronologia completa delle presenze e delle reti in nazionale ― Canada | Cronologia completa delle presenze e delle reti in nazionale ― Canada | Cronologia completa delle presenze e delle reti in nazionale ― Canada | Cronologia completa delle presenze e delle reti in nazionale ― Canada | Cronologia completa delle presenze e delle reti in nazionale ― Canada |
| Data                                                                  | Città                                                                 | In casa                                                               | Risultato                                                             | Ospiti                                                                | Competizione                                                          | Reti                                                                  | Note                                                                  |
| --------------------------------------------------------------------- | --------------------------------------------------------------------- | --------------------------------------------------------------------- | --------------------------------------------------------------------- | --------------------------------------------------------------------- | --------------------------------------------------------------------- | --------------------------------------------------------------------- | --------------------------------------------------------------------- |
| 10-11-1973                                                            | Port-au-Prince                                                        | Haiti                                                                 | 5 – 1                                                                 | Canada                                                                | Amichevole                                                            | -                                                                     |                                                                       |
| 12-11-1973                                                            | Port-au-Prince                                                        | Haiti                                                                 | 0 – 1                                                                 | Canada                                                                | Amichevole                                                            | -                                                                     |                                                                       |
| 12-1974                                                               | Hamilton                                                              | Bermuda                                                               | 0 – 0                                                                 | Canada                                                                | Amichevole                                                            | -                                                                     | 9’                                                                    |
| 9-10-1974                                                             | Francoforte sull'Oder                                                 | Germania Est                                                          | 2 – 0                                                                 | Canada                                                                | Amichevole                                                            | -                                                                     |                                                                       |
| 31-10-1974                                                            | Varsavia                                                              | Polonia                                                               | 2 – 0                                                                 | Canada                                                                | Amichevole                                                            | -                                                                     | 9’                                                                    |
| 17-9-1980                                                             | Edmonton                                                              | Canada                                                                | 3 – 0                                                                 | Nuova Zelanda                                                         | Amichevole                                                            | -                                                                     |                                                                       |
| 9-11-1980                                                             | Tegucigalpa                                                           | Honduras                                                              | 2 – 0                                                                 | Canada                                                                | Amichevole                                                            | -                                                                     | 55’                                                                   |
| 11-11-1980                                                            | Città del Guatemala                                                   | Guatemala                                                             | 0 – 1                                                                 | Canada                                                                | Amichevole                                                            | -                                                                     | 59’                                                                   |
| Totale                                                                |                                                                       | Presenze                                                              | 8                                                                     |                                                                       | Reti                                                                  | 0                                                                     |                                                                       |

## Palmarès

### Giocatore

#### Competizioni nazionali
- Canadian National Soccer League: 3

Montréal Castors: 1977, 1978
Hamilton Steelers: 1982